# Luksemburg
Véliko vójvodstvo Lúksemburg (luksemburško Groussherzogtum Lëtzebuerg, francosko Grand-Duché de Luxembourg, nemško Großherzogtum Luxemburg, kratko Lúksemburg) je manjša celinska država v Zahodni Evropi. Meji na Belgijo, Francijo in Nemčijo. Luksemburg obsega 2.586 km² in ima okoli 600.000 prebivalcev. Luksemburg, ki mu vlada veliki vojvoda, je parlamentarna predstavniška demokracija in ustavna monarhija. Gre za edino še preostalo suvereno veliko vojvodstvo. Ima zelo razvito gospodarstvo in je po bruto domačem dohodku na prebivalca na 1. mestu v EU. Njen zgodovinski in strateški pomen sega v rimske čase, ko je bila na njenem ozemlju zgrajena utrdba, v zgodnjem srednjem veku pa je tu stal frankovski grad. Država Luksemburg je kot ustanovna članica Evropske unije, Nata, Združenih narodov, Beneluksa in Zahodnoevropske unije odločilno prispevala k evropskemu gospodarskemu, političnemu in vojaškemu združevanju. Mesto Luxembourg, prestolnica in največje mesto v državi, je sedež več pomembnih ustanov in agencij Evropske unije.
Luksemburg leži na kulturni ločnici med romansko in germansko Evropo in združuje običaje obeh tradicij. V državi so trije uradni jeziki: francoščina, nemščina in luksemburščina. Čeprav gre za po ustavi sekularno državo, je prebivalstvo Luksemburga večinoma rimskokatoliško. V Evropi je Luksemburg marsikomu najbolj poznan po svoji radijski postaji Radio Luksemburg in televizijski postaji RTL Group, ki je največja televizijska, radijska in produkcijska družba v Evropi.

## Zgodovina
Država je nastala leta 963, ko je grof Siegfrid sezidal na prostoru današnje prestolnice utrdbo Lucilinburhuc (mali grad), ki se je skozi zgodovino razvila v eno najmočnejših evropskih trdnjav. V 14. stoletju so Luksemburžani štirikrat postali nemški cesarji. Eden izmed teh, Karel IV., je leta 1354 povzdignil Luksemburg v vojvodino. Leta 1443 so vojvodino zasedli Burgundci s čimer se je začela stoletje trajajoča tuja nadvlada. S poroko Marije Burgundunske s cesarjem Maksimiljanom I. je Luksemburg leta 1477 pripadal Habsburžanom. Ob delitvi habsburške posesti leta 1555 ga je dobila španska veja Habsburžanov, kljub temu je vojvodina še vedno ostala pod skupnim cesarstvom. Leta 1648 je Luksemborg postal del Francije, ki ji je vladal Ludvik XIV.. Tako ni dolgo trajalo, trinajst let kasneje je vojvodina ponovne prešli pod Habsburžane, dokler je leta 1794 niso ponovno zasedli Francozi in obdržali do leta 1815. Na dunajskem kongresu so deželo razglasili za veliko vojvodino in je postala članica nove Nemške zveze. Hkrati pa je Luksemburg ostal prek oranske kraljeve družine v personalni uniji z Nizozemsko. Leta 1839 je Luksemburg odstopil svoj valonski del Belgiji. Šele leta 1876, ko so propadli poskusi francoskega cesarja Napoleona III. da bi se polastil velike vojvodine, je postal Luksemburg neodvisen. Prišel je v varstvo velesil in leta 1868 dobil ustavo, ki deloma velja še danes. Po smrti kralja Viljema III. Oranskega leta 1890 je ugasnila personalna unija z Nizozemsko s čimer je vojvoda Adilf iz družine Nassau-Oranje postal veliki vojvoda. Ta družina vlada Luksemburgu še danes. Uradni sedež nadvojvode in vlade je prestolnica Luxemburg.
Med prvo svetovno vojno so vojvodino zasedli Nemci, ki pa se niso vmešavali v luksemburške notranje zadeve tako, da je vojvodina tekom vojne ohranila skoraj vse politične mehanizme. Do nemške zasedbe je prišlo tudi med drugo svetovno vojno kljub strogi luksemburški nevtralnosti. Za razliko od prve svetovne vojne so Nemci tokrat grobo posegli v notranje razmere države. Leta 1940 je bila tako vojvodina priključena k Tretjemu Rajhu. Luksemburška vlada, ki je pobegnila v Anglijo je v Londonu organizirala odpor in tako ustanovila majhno skupino prostovoljcev, ki se je borila v Normandiji. Luksemburg je bil osvobojen septembra 1944. Po vojni je postala vojvodina ustanovna članica Združenih Narodov in zveze NATO.
Leta 1957 je Luksemburg postal ustanovna članica evropskega ekonomskega združenja, iz katerega je pozneje nastala Evropska unija. Vojvodina je leta 1999 kot ena izmed prvih uvedla evro leta 2005 pa je bila v mestu Luksemburg podpisana evropska ustava.

## Država in politična ureditev
Luksemburg leži med Nemčijo, Belgijo in Francijo. Je druga najmanjša članica Evropske unije (za Malto) hkrati pa ena najbogatejših v uniji. Skupaj z Belgijo in Nizozemsko tvori gospodarsko skupnost Beneluks. Dežela je poleg močnega bančništva ter številnih evropskih institucij znana tudi po turizmu in neokrnjeni naravi. Pri tem izstopa zlasti Osling, gozdnato sredogorje in nadaljevanje belgijskih Ardenov na severu dežele. Vojvodino prepletajo številne globoke rečne doline s slikovitimi vasicami in gradovi. Eno takih je tudi glavno mesto Luksemburg , ki ima zanimivo mestno jedro.
Država je članica Severnoatlantskega pakta, Združenih narodov, Evropske unije, Bruseljskega pakta, Schengena ter številnih drugih. Po ustavi iz leta 1868, ki se je do danes nekoliko spremenila, je Luksemburg ustavna dedna monarhija, kar pomeni, da so politične pristojnosti razdeljene na velikega vojvodo, ki je poglavar države, in demokratično izvoljen parlament. Veliki vojvoda Henri (leta 2000 je nasledil svojega očeta Jeana), ima pravno močan položaj in zastopa državo na vse ravneh, vendar v realnosti opravlja le reprezentativne naloge. Ljudstvo zastopa poslanska zbornica (Chambre des deputes) izvoljena za obdobje petih let. Splošno volilno pravico imajo vsi državljani, ki so dopolnili osemnajst let. Pomembno pristojnost v državi ima tudi državni svet, ki ima pri zakonodaji posvetovalno vlogo. Vlado sestavljajo državni minister in najmanj trije ministri. Država ima večstrankarsko politično ureditev. Zaradi uzakonjene uporabe več jezikov ima država več uradnih imen: Groussherzogdem Letzebuerg (po luksemburško), Grand-Duche de Luxemburg (po francosko), Großherzogtum Luxemburg (po nemško).

## Pokrajina
Luksemburg sestavljata pokrajini Ösling (Oesling, lslek) na severu in severozahodu ter Gutland (Bon Pays) na jugu. Ösling je rahlo valovita, od 400 do 600 m visoka planota, vanjo je globoko zarezana dolina reke Süre (Sauer). Pokrajina je izredno slikovita zaradi nenehne menjave vijugastih rečnih dolin in gozdnatih planot. Pokrajina je polna majhnih naselij ter srednjeveških gradov. Podobna pokrajina je tudi v Gutlandu. Višje vzpetine v Gutlandu poraščajo gozdovi, na nižjih delih pa je rodovitna obdelovalna zemlja. Po Gutlandu se vije od severa proti jugu reka Alzette, njene ozke doline in soteske marsikje obdajajo strme pečine. Med Echternachom in Diekirchom se je oblikovala nenavadna pokrajina, ki jo sekata dolini Bele in Črne Ernze, pokrajina je znana po stolpastih skala in nešteto breznih, zato tej pokrajini pravijo kar Luksemburška Švica. V Mozelski dolini, kjer je ugodno podnebje, gojijo vinsko trto in sadno drevje.
Prebivalstvo je porazdeljeno zelo neenakomerno. Gosto naseljeni so poljedelski deli v Gutlandu in industrijsko območje na jugu države ter ožje območje prestolnice, v kateri živi skoraj četrtina vseh Luksemburžanov. Ösling je relativno redko poseljen. Med prebivalci so v večini Luksemburžani nemškega rodu, večinoma katoliški mozelski Franki. Luksemburg je trijezičen. Uradni jezik je francoščina, deloma tudi nemščina. V tisku močno prevladuje nemščina, v političnem, kulturnem in verskem življenju pa francoščina. Splošen občevalni jezik je mozelskofrankovsko narečje lëtzebuerščina (Lëtzebuergesch, leceburščina), ki je od leta 1984 priznana tudi kot deželni jezik.
Center Luksemburga je prestolnica Luxembourg (Lëtzebuerg, Luxemburg), ki je finančno in upravno središče države in Evropske unije. Mesto je znano po mostovih, ki jih je okoli 110. Najbolj znan je most vojvodinje Charlotte, ki se pne 85 m nad reko Alzetto in je dolg 230 m, most povezuje staro mestno jedro z novo četrtjo s širokimi bulvarji, kjer je od leta 1966 tudi evropska četrt s številnimi evropskimi ustanovami in uradi. V Luxembourgu dela več tisoč evropskih uslužbencev in uradnikov. Mesta Luxembourg, Bruselj in Strasbourg že dolgo tekmujejo, katero si bo pridobilo največji ugled »prestolnice Evrope«.

### Lega in površje
Luksemburg leži v zahodni Evropi in meji na Francijo, Nemčijo in Belgijo. Na severu se vzpenjajo Luksemburški Ardeni - to je večinoma uravnan svet med 300 do 500 m nadmorske višine. Osrednji in južni del države prekriva gozdno višavje.

## Gospodarstvo
Luksemburško gospodarstvo je do sredine sedemdesetih let temeljilo predvsem na železarstvu in jeklarstvu. Velika ležišča železove rude na jugu in jugozahodu so omogočila ob prelomu stoletja nagel razvoj težke industrije. V zadnjih desetletjih pa so morali zaradi čedalje višjih stroškov in močne tuje konkurence zapreti številne železove rudnike. Med svetovno krizo jeklarstva se je tudi v Luksemburgu po letu 1975 počasi, vendar nenehno zmanjševal pomen črne metalurgije. Že v šestdesetih letih si je začel Luksemburg uspešno prizadevati za uvajanje novih industrijskih panog, da bi zmanjšal odvisnost od težke industrije. S prestrukturiranju luksemburškega gospodarstva se je poleg storitvenih dejavnosti razvila tudi kemična industrija, zlasti industrija avtomobilskih plaščev.
Center gospodarstva države predstavlja prestolnica Luxembourg, ki se je v zadnjih desetletjih razvila v odprto in živahno finančno središče in sedež evropskih ustanov. Tako je Luxembourg danes znan kot mesto bank in evropskih uradnikov. Do takega razvoja je prišlo zaradi liberalne davčne zakonodaje in nenehnih prizadevanj po enotnem evropskem trgu. Začetek vodenja Evropske komisije v letu 2014 je zaznamovala davčna afera, saj se je izkazalo, da je v času, ko je bil predsednik luxemburške vlade Jean-Claude Juncker, Luxembourg sklenil številne »davčne dogovore«, s katerimi so različne multinacionalke v Luxembourgu plačale znatno manj davka na dobiček, kot bi ga sicer plačale v državah, kjer so ta dobiček v resnici ustvarile. Kredibilnost vodenja boja proti davčnim oazam, kar je ena prioritet Evropske komisije, je tako glede na svoja pretekla dejanja Juncker kot predsednik Komisije postavil pod vprašaj; Luxembourg je sicer legalno dogovarjanje nepravično izkoristil na škodo ostalih držav.
Most velike vojvodinje Charlotte, ki se pne 85 metrov nad reko Alzetto in je dolg 230 metrov, je v pravem pomenu besede most v Evropo; po njem pelje pot iz starega mesta v sodobno novo mestno četrt s širokimi bulvarji, kjer je od leta 1966 tudi evropska četrt s številnimi evropskimi ustanovami in telesi. V njej je tajništvo Evropskega parlamenta, sodišče Evropske skupnosti, finančno nadzorstvo Evropske skupnosti, Evropska investicijska banka in stavba Evropske skupnosti za
premog in jeklo. V Luxembourgu dela okoli 6000 evropskih uslužbencev in uradnikov.
Mesta Luxembourg, Bruselj in Strasbourg že dolgo tekmujejo, katero si bo pridobilo največji ugled »prestolnice Evrope«.